# Chumma lesotho
Espèce
Chumma lesotho est une espèce d'araignées aranéomorphes de la famille des Macrobunidae.

## Distribution
Cette espèce est endémique du Lesotho. Elle se rencontre vers Likalaneng.

## Description
La femelle holotype mesure 3,07 mm.

## Systématique et taxinomie
Cette espèce a été décrite par Jocqué et Alderweireldt en 2018.

## Étymologie
Son nom d'espèce lui a été donné en référence au lieu de sa découverte, le Lesotho.

## Publication originale
- Jocqué & Alderweireldt, 2018 : « New Chummidae (Araneae): quadrupling the size of the clade. » European Journal of Taxonomy, no 412, p. 1-25 (texte intégral).